# ちょっとは、ダラズに。
『ちょっとは、ダラズに。』は、2014年1月29日にNHK BSプレミアムの水曜プレミアム枠にて放送されたNHK鳥取放送局制作の地域ドラマである。

## 概要
単発テレビドラマ番組である。東京から鳥取にやって来たシングルマザーの看護師が、米子の下町を舞台に地元の人々との交流で成長する姿を描く。
地方発ドラマらしい温かな人情物語に、仕事と育児の両立の大変さ、子育てジレンマ、ワーク・ライフ・バランスなど、昨今話題のテーマを織り込んだ。
「ダラズ」は、山陰地方の方言である。「バカ」という意味もあるが、「なんでも面白がって楽しむお調子者」という明るい意味でも使われる（劇中セリフより）。

## あらすじ
シングルマザーの真帆（黒川智花）は、東京で働く看護師。仕事も育児も「きっちり」したい生真面目な性格だが、娘の愛歌（小林星蘭）が病気がちなので、たびたび職場に迷惑をかけていた。
やがて彼女は、働く親に手厚い支援をしている鳥取県米子市の大学病院で働くため、米子の地に引っ越すが…。

## 登場人物
米子大学病院
- 若水真帆（わかみず まほ） - 黒川智花
- 尾関昭二（おぜき しょうじ） - 古谷一行
- 淀江充子（よどえ みつこ） - 森昌子
- 若水愛歌（わかみず あいか） - 小林星蘭

米子商店街
- 杉原幸三（すぎはら こうぞう） - 竜雷太

## スタッフ
- 作・脚本：安田真奈
- 音声：金子泰三
- 映像技術：今村昂司
- 撮影：島田北斗
- 照明：寺田博
- 音楽：やまだ豊
- 音響効果：鈴木希弥
- 技術：持田立
- 美術：山本亨二
- 記録・編集：石川真紀子
- 演出：濱田龍
- 制作統括：中沢淳人
- 米子ことば指導：下関敦子、門脇喜久枝
- 医療指導：西川健一、金澤直江
- 制作・著作：NHK鳥取放送局
- 撮影協力：米子市役所、鳥取大学医学部附属病院、博愛病院、西日本旅客鉄道米子支社、DARAZ FM、加茂川中海遊覧船、笑い庵、ヨナゴフィルム、米子市のみなさん

## 主題歌
- 「メモ用紙」（歌：森昌子、作詞：胡沙まりも／作曲：浜圭介／編曲：蔦将包）